# 急性腹症
急性腹症（きゅうせいふくしょう、acute abdomen）とは、急激な腹痛によって緊急手術の適応か否かの判断が要求される症候である。

## 定義
突如として急激な腹痛が起こり、急性の経過をとる疾患の総称である。かつて確定診断の精度が低かった場合は仮に急性腹症の用語を用いていたが、現在では迅速な診断が可能となっている。急性腹症を用いるところは主に外科領域であるが、疾患によっては産婦人科や泌尿器科などが関わってくる。なお、外見からだけでは判断しにくい疾患を急性腹症としているため、一見すれば判断できる腹部外傷は通常急性腹症に含めない。

## 腹痛の種類
同じ腹痛であっても、その痛みにはいくつかの種類が存在する。それを同定することが確定診断の第一歩となる。

### 内臓痛
内臓の炎症や感染などによって求心路である脊髄無髄神経終末が刺激を受け、疼痛が発生する。鈍い瀰漫性の慢性的な痛みが起こる。同時に悪心、嘔吐、冷汗などの自律神経反射症状を伴うことも多い。

### 体性痛
腹膜、腸間膜、横隔膜の炎症や消化液や出血による刺激によって脊髄有髄神経が刺激を受け発生する。内臓痛と違って鋭く限局性の痛みが起こる。

### 関連痛
内臓痛や体性痛を受けた臓器から隔たった体表に限局的に感じる痛みである。

## 診断
緊急手術を要する可能性もあるため、迅速的な診断が必要となる。基本的には以下の診断が行われる。

### 問診
腹痛の種類や部位を知るのに非常に重要である。また、開腹手術歴があればイレウスの可能性が高くなるなど、既往歴や現病歴も診断に大きく関わってくるため非常に重要である。女性であれば月経異常を調べて子宮外妊娠などが起こっていないか考える必要もある。上腹部痛をきたすような場合は、心筋梗塞も念頭に置く必要がある。

### 身体的検査
問診とともに重要な診断方法である。視診、聴診、打診、触診、直腸診、内診の順に行う。また、バイタルサイン（脈拍、血圧、呼吸、意識レベル、体温）を測定し、輸液やその他の体調管理が必要ないか調べる必要がある。
視診
腹部に膨隆があればガスが貯留している可能性がある。また、皮膚の着色斑も重要である（カレン徴候など）。
聴診
腸雑音の亢進や減弱・消失は診断に非常に重要である。
グル音が亢進している場合には単純性イレウスなど、減弱していると絞扼性イレウスや麻痺性イレウス、腹膜炎などを考慮する。まれには腹部大動脈瘤や、腎動脈狭窄、腫瘍の動脈浸潤などで血管雑音が聴取されることもある。
打診
鼓音があればガスが貯留していることがわかる。腹水が溜まっていれば波動がある。
叩打痛が右季肋部では胆囊炎、胆管炎、肝膿瘍、十二指腸潰瘍穿孔など、左季肋部では脾梗塞など、CVA叩打痛は腎盂腎炎、尿路結石、膵炎などがある。
触診
圧痛があればその部位に応じて何らかの異常があることになる。また、筋性防御や反跳痛があれば腹膜全体が刺激を受けていることとなるため、腹膜炎の可能性が高いことがわかる。
圧痛点としてはMcBurney, Sawada-G, Sawada-P, Solar, Boaz などのエポニムがあるが、近年ではエポニムは使われない傾向にある。
腹膜刺激症状として、一般的には筋性防御、板状硬といって、明らかに固い状態を診察をする。あとは、反跳痛といって、おなかを押したあとにすばやく手を放したときにかなり痛みが強  くて跳び上がるような症状がないかどうかを診る。腹痛が強いわりには腹膜刺激症状がない場合には血管性の病変を絶えず念頭に置く必要がある。
直腸診
直腸内の病変を直接触知するだけでなく、圧痛の有無による炎症性疾患の診断にも重要である。高齢者の男性では前立腺の触診も必ず行う。
内診
女性であれば必ず行う。女性生殖器疾患の診断に必要である。

### 臨床検査
血液検査、尿検査、便検査、単純X線は基本的に早急に行うが、それ以外のCT、超音波検査、内視鏡などは問診や身体的検査の情報を元に選択的に行う。

## 治療
確定診断ができればその疾患の治療を行うが、それまでに状態を悪化させないことが重要である。初期は静脈路を確保して水分補給や電解質や酸塩基平衡の是正を行う。また、呼吸障害があれば気管挿管をして気道を確保する。抗菌薬や鎮痛薬は原則的には用いず、場合に応じて慎重に判断する。

## 急性腹症を起こす疾患

### 基本的に緊急手術を必要とする疾患
- 汎発性腹膜炎
- 消化管穿孔
- 虫垂穿孔
- 胆嚢穿孔
- 大動脈解離・大動脈瘤破裂
- 複雑性イレウス
- 子宮外妊娠破裂
- 卵巣茎捻転
- 腸重積（成人）
- ヘルニア嵌頓
- 壊死型虚血性大腸炎
- 上腸間膜動脈血栓症
- 重症炎症
  - 急性虫垂炎
  - 急性胆嚢炎
  - 急性膵炎

### 保存的に治療し手術が必要か判断する疾患
- 被覆性消化管穿孔
- 中等度炎症
  - 急性虫垂炎
  - 急性胆嚢炎
  - 急性膵炎
- 単純性イレウス
- 中毒性巨大結腸症
- 胆石症

### 原則的に保存治療する疾患
- 急性心筋梗塞
- 尿路結石
- 腎盂腎炎
- 急性胃腸炎
- 出血性大腸炎
- 薬剤性腸炎
- 偽膜性大腸炎
- 消化管潰瘍（穿孔を伴わないもの）
- 虚血性大腸炎（壊死型でないもの）
- 帯状疱疹